# مترويد برايم 4
مترويد برايم 4 (بالإنجليزية: Metroid Prime 4)‏ هيَ لعبة فيديو قادمة من تطوير شركة ريترو ستوديوز ونشر نينتندو لجهاز نينتندو سويتش. تم الإعلان عنها في معرض الترفيه الإلكتروني 2017، وكان من المفترض أن تطورها في البداية استديوهات بانداي نامكو. في يناير 2019، تمت إعادة التطوير مِن طرف ريترو ستوديوز، المطورة لألعاب مترويد برايم السابقة. كينسوكي تانابي، الذي عمل على الألعاب الأولى من سلسلة برايم، عاد كمنتج.

## روابط خارجية
- الموقع الرسمي لسلسلة مترويد
- الموقع الرسمي لريترو ستوديوز